# Olkusz
Olkusz est une ville de la voïvodie de Petite-Pologne en Pologne.

## Histoire
La communauté juive était historiquement importante dans la ville. En 1897, les Juifs constituent 53,9% de la population totale.
Au début de la Seconde Guerre mondiale, il y avait environ 3.500 Juifs dans la ville. Pendant l'occupation allemande, ils seront persécutés puis assassinés.

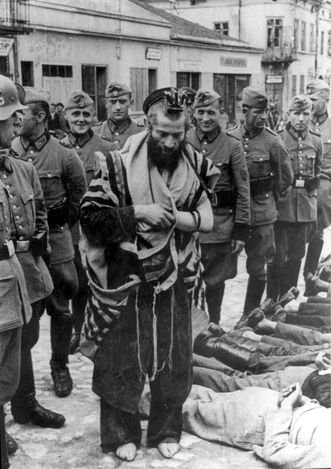
Le rabbin Moshe Yitzhak Hagerman, rabbin de la ville, tondu, vêtu de son Talit déchiré et Tefiline cassé, récitant le Kaddich pour les personnes assasinées par la police nazie (Olkusz, 31/07/1940).

## Jumelages
- Bruay-la-Buissière (France)
- Bergame (Italie)
- Schwalbach am Taunus (Allemagne)
- Bjerringbro (en) (Danemark)
- Staffordshire Moorlands (en) (Royaume-Uni)
- Pontenure (Italie)